# جون راسيل (لاعب فروسية استعراضية)
جون راسيل (بالإنجليزية: John Russell)‏ (2 فبراير 1920 - 30 سبتمبر 2020)، هو لاعب فروسية استعراضية ‏ أمريكي، ولد في 2 فبراير 1920 في مقاطعة دوفين في الولايات المتحدة.

## وصلات خارجية
- جون راسيل على موقع الاتحاد الدولي للفروسية (الإنجليزية)
- جون راسيل على موقع FEI (رابط بديل) (الإنجليزية)
- جون راسيل على موقع اللجنة الأولمبية الدولية (الإنجليزية)
- جون راسيل على موقع أوليمبيديا (الإنجليزية)